# Gałajny (gromada)
Gałajny – dawna gromada, czyli najmniejsza jednostka podziału terytorialnego Polskiej Rzeczypospolitej Ludowej w latach 1954–1972.
Gromady, z gromadzkimi radami narodowymi (GRN) jako organami władzy najniższego stopnia na wsi, funkcjonowały od reformy reorganizującej administrację wiejską przeprowadzonej jesienią 1954 do momentu ich zniesienia z dniem 1 stycznia 1973, tym samym wypierając organizację gminną w latach 1954–1972.
Gromadę Gałajny z siedzibą GRN w Gałajnach utworzono – jako jedną z 8759 gromad na obszarze Polski – w powiecie iławeckim w woj. olsztyńskim na mocy uchwały nr 14 WRN w Olsztynie z dnia 4 października 1954. W skład jednostki weszły obszary dotychczasowych gromad Gałajny i Toprzyny oraz miejscowości Warszkajty, Wężykówko, Wężykowo, Rotajny i Sajzy z dotychczasowej gromady Warszkajty ze zniesionej gminy Galiny, ponadto  miejscowości Wokiele i Kumkiejmy Przednie z dotychczasowej gromady Wokiele ze zniesionej gminy Górowo Iławeckie, w tymże powiecie. Dla gromady ustalono 10 członków gromadzkiej rady narodowej.
1 stycznia 1958 do gromady Gałajny włączono wieś i leśniczówkę Nowa Wieś Iławecka, PGR Czyprki oraz osady Dzierzno, Głamsiny, Maskajmy i Zabłocie ze zniesionej gromady Woryny w tymże powiecie.	
1 stycznia 1959 powiat iławecki przemianowano na powiat górowski.
31 grudnia 1961, w związku ze zniesieniem powiatu górowskiego, gromada weszła w skład powiatu bartoszyckiego w tymże województwie.
31 grudnia 1967 z gromady Gałajny wyłączono części obszarów wsi Dzierzno i Głamsiny (588 ha), włączając je do gromady Górowo Iławeckie w tymże powiecie.
Gromadę zniesiono 22 grudnia 1971, a jej obszar włączono do gromady Górowo Iławeckie w tymże powiecie.